# Ваздухопловство на Марсу
Ваздухопловство на Марсу описује активности у вези са механичким летовима изведеним на планети Марс и истраживањем атмосфере Марса. Од педесетих година 20. века постоје планови за слање летелица на Марс.
Први лет на Марс догодио се 19. априла 2021. године, када је хеликоптер Инџинуити полетео на само 3 метра изнад земље и трајао 30 секунди у ваздуху. 

## Позадина
Будући да је атмосфера Марса на површини густа попут Земље само око 1⁄100,  авионима је много теже да направе полетање, потешкоћа која је делимично надокнађена нижом гравитацијом Марса (око трећине Земља). Успон са површине Марса описан је као еквивалент летења на 30.000 м изнад Земље, надморске висине.
Атмосфера Марса је хладнија од Земље. Захваљујући већој удаљености од Сунца, Марс прима мање сунчеве енергије и има нижу ефективну температуру, која износи око 210 К (-63 °C ).  Просечна температура површинске емисије Марса је само 215 К (-58 °C), што је упоредиво са копненом Антарктиком .  Слабији ефекат стаклене баште у атмосфери Марса (5 °C, за разлику од 33 °C на Земљи) може се објаснити малом обиљем осталих гасова са ефектом стаклене баште. Дневни температурни опсег у доњем делу атмосфере је огроман због ниске топлотне инерције; може се кретати од -75 °C до близу 0 °C близу површине у неким регионима.  Температура горњих атмосфера Марса такође је знатно нижа од Земљине због одсуства стратосферског озона и радијационог хладног ефекта угљен-диоксида на већим надморским висинама . 
Прашине и прашине олује доминирају на Марсу, што понекад може бити посматрано од телескопа са Земље,  и у 2018. чак голим оком као промене у боји и осветљености планета.  Прашинске олује које окружују планете (глобалне прашинске олује) јављају се у просеку сваких 5,5 земаљских година (сваке 3 марсовске године) на Марсу  и могу угрозити рад марсорода .  Међутим, механизам одговоран за развој великих прашинских олуја још увек није добро схваћен.   Претпоставља се да је то лабаво повезано са гравитационим утицајем оба месеца, донекле слично стварању плима и осека на Земљи.
МОКСИЕ ( <i id="mwTQ">Марс Oксиџен Ин-Ситу Ресорc Експеримент за коришћење ресурса</i> ) је 20. априла 2021. године произвео кисеоник из атмосфере угљен-диоксида у атмосфери Марса користећи електролизу чврстог оксида, прво експериментално издвајање природног ресурса са друге планете за људску употребу.  

## Историја
Пре почетка свемирског истраживања Марса, сумњало се да је густина Марсове атмосфере већа него што је касније измерено, што је навело инжењере да мисле да ће летење крилима бити много лакше него што заправо јесте. У свом концепту „ Пројекат Марс “ („ Дас Марспројект “), Вернер фон Браун предложио је крилата возила за слетање људских мисија на Марс. 
Први детаљни Марсов стајни трап који је набавила НАСА био је Форд / Пхилцо Аеронутрониц раних 1960-их, који је дизајниран за дизајн тела стајног трапа; тада су неке од најбољих процена за марсовску атмосферу биле знатно гушће од оних које су откривена мерењима Маринер ИВ у јулу 1965.  Ландер је имао подизно тело у облику крила и био је један од првих детаљних пројеката за Марсово десантно пловило, иако није могао да лети у ревидираним подацима за атмосферске услове Марса. Аеронутрониц Марс-ов дизајн за подизање тела заснован је на Марсовој атмосфери са претежно азотом око 10% Земље. 
Почетком 1970-их НАСА-ин инжењер Дале Реед истраживао је методе за узорковање атмосфере на врло великим надморским висинама, до 21 km. НАСА-ине студије надзвучних транспортних млазница покренуле су питања о њиховом могућем утицају на горње слојеве атмосфере, а Рид је дизајнирао серију дронова „Мини-Снифер“ за узимање узорака ваздуха на великим висинама. НАСА их је такође сматрала планетарним летовима за узорковање атмосфере изнад Марса.  Три Мини снифера саградио је НАСА-ин Драјден Флајт Ресеарч Центер и летео је од 1975. до 1982. 
Дизајн крилатог ровера предложен је седамдесетих година 20. века, да покрије више подручја од стационарних пристаништа Викинга.  НАСА је 1990-их предложила да марсовски авион лети на Марс до годишњице првог лета браће Вригхт, у ери „ Брже, боље, јефтиније “. Предлог авиона АРЕС Марс изабран је као кандидат за извиђачки програм Марса, али није изабран за лет. 
2015. године, марсовски авион се разматрао као опција за поновно покретање јапанске мисије МЕЛОС.  Један рани дизајн предложио је распон крила од 1,2 м, масу од 2,1 кг и са следећим профилом мисије. Током фазе слетања површинског елемента МЕЛОС, летелица би се лансирала на висину од 5 км, а затим би летела 4 минута прелазећи 25 хоризонталних км.
19. априла 2021 НАСИН хеликоптер Ингенуити постао је прва летелица са мотором који је контролисан. Првобитно је слетео на планету док је био ускладиштен под НАСА-иним Марсовим ровером Персеверанc .  

## Авиони
Прототипови марсовских летелица летели су на надморској висини од близу 30 км (око половине просечног ваздушног притиска на површини Марса) и тестирали проширива крила која се третирају ултраљубичастом светлошћу .  За лет у атмосфери Марса, Pејнолдсов број би био врло низак у поређењу са летом у Земљиној атмосфери.  Долина Маринера билa је мета лета дрона и марсовских једрилица. 
Једрилице би могле да носе више научних инструмената, али да покривају мање подручја. Хидразин је предложен као гориво за марсовски авион.  У једном тренутку, НАСА је развијала планове за авион „микромисије“ „вок“, који би био преусмерен на засебан терет повезан са Марсом. Мах 1 на Марсу може бити око 240 м / с, док је на Земљи око 332 м/c. 
Дедалов предлог у отказаном програму Марс Скаут дизајнирао је Марсову једрилицу да лети преко 400 km (250 mi) дуж Чазме Kопратa. 

## Хеликоптери
2002. године објављен је рад који сугерише да би аутономни роботски хеликоптери за истраживање Марса били могући за Марс Скаут Програм .  Забележене су бројне предности одрживог дизајна роторка, укључујући могућност преласка тешког марсовског терена док се и даље посећује више локација ин ситу . Кратки одскок који је извршио Месечев Сурвејор 6 1967. године забележен је као пример одскока ради посете другом месту. 
Инџинуити, део Нacиhe мисије Марс 2020, роботски је хеликоптер који је демонстрирао свој први лет у атмосфери Марса .  Летелица је распоређена из ровера Персеверанc и очекује се да ће летјети до пет пута током 30-дневне пробне кампање рано у мисији.  Сваки лет ће трајати не више од 90 секунди, на надморској висини од 3 до 5 метара од тла, али би потенцијално могао да пређе максималну удаљеност од око 50 м по лету. Користиће аутономну контролу и комуницираће са истрајношћу одмах након сваког слетања. 19. априла 2021. постигао је први лет мотором на другу планету, а НАСА ће моћи да надогради дизајн будућих мисија на Марс. 

## Балони
Балони могу пружити алтернативу падобранима, омогућавајући меко слетање.  Балон би могао да дозволи да место слетања полети и слети на нову локацију. Две врсте балонске технологије су супер притисак и Монтголфиере. Балони супер притиска покушавају да задрже притисак изазван загревањем како би одржали висину.
Монголфје би за подизање користио загрејани марсовски ваздух.  Пример концепта за Марсов балон био је Марс Геосциенце Аеробот.  Нешто је урађено на развоју изузетно танких, флексибилних соларних ћелија које би могле да генеришу енергију од Сунца на кожи балона. 
Такође су предложени вакуумски ваздушни бродови који се користе за подизање. 